# Atentado a la discoteca La Belle
El 5 de abril de 1986, 3 personas murieron y 229 resultaron heridas cuando en la discoteca La Belle, del distrito de Friedenau en Berlín Occidental explotó una bomba. Este lugar de esparcimiento era comúnmente frecuentado por militares de los Estados Unidos, siendo 2 de los muertos y 79 de los heridos militares estadounidenses.
Una bomba colocada debajo de una mesa cerca de la cabina del disc jockey explotó a la 01:45 CET, matando instantáneamente a Nermin Hannay, una mujer turca, y al sargento del ejército de EE. UU. Kenneth T. Ford. Un segundo sargento del ejército estadounidense, James E. Goins, murió a causa de sus heridas dos meses después. Algunas de las víctimas quedaron permanentemente discapacitadas debido a las lesiones causadas por la explosión.
El gobierno de Estados Unidos acusó a Libia de patrocinar el atentado, y el presidente estadounidense Ronald Reagan ordenó ataques de represalia contra Trípoli y Bengasi en Libia 10 días después. La operación fue vista ampliamente como un intento de matar al Coronel Muamar el Gadafi.
Un juicio en 2001 en los Estados Unidos descubrió que el atentado había sido "planeado por el servicio secreto libio y la Embajada de Libia".

## Juicio y condena
Se culpó a Libia por el bombardeo después de que se interceptaran los mensajes de télex de Trípoli a la embajada del país en Berlín Oriental felicitándolos por un trabajo bien hecho.
A pesar de los informes culpando a Libia por el ataque al club nocturno, ninguna persona fue oficialmente acusada de los bombardeos hasta la reunificación de Alemania en 1990 y la posterior apertura de los archivos de la Stasi. Los archivos de la Stasi llevaron al fiscal alemán Detlev Mehlis a Musbah Abdulghasem Eter, un libio que había trabajado en la embajada de Libia en Berlín Oriental. Los archivos de Stasi lo enumeraron como agente, y Mehlis dijo que era el contacto principal de la agencia de espionaje libia en la embajada.
Eter y otros cuatro sospechosos fueron arrestados en 1996 en Líbano, Italia, Grecia y Berlín, y procesados un año después. En 2001, Eter y dos palestinos, Yasser Mohammed Chreidi (o Yassar Al-Shuraidi o Yassir Chraidi) y Ali Chanaa fueron condenados por ayudar en el asesinato, y la exesposa alemana de Chanaa, Verena, fue condenada por asesinato. Recibieron sentencias de 12 a 14 años de prisión.
El fiscal Mehlis demostró más allá de toda duda razonable que los tres hombres habían montado la bomba en el apartamento de los Chanaa. Se dijo que el explosivo fue llevado a Berlín Occidental en una valija diplomática de Libia. Verena Chanaa y su hermana, Andrea Häusler, la llevaron a La Belle en una bolsa de viaje y se fueron cinco minutos antes de que explotara. La Sra. Häusler fue absuelta porque no se pudo demostrar que sabía que había una bomba en la bolsa.

## Antecedentes

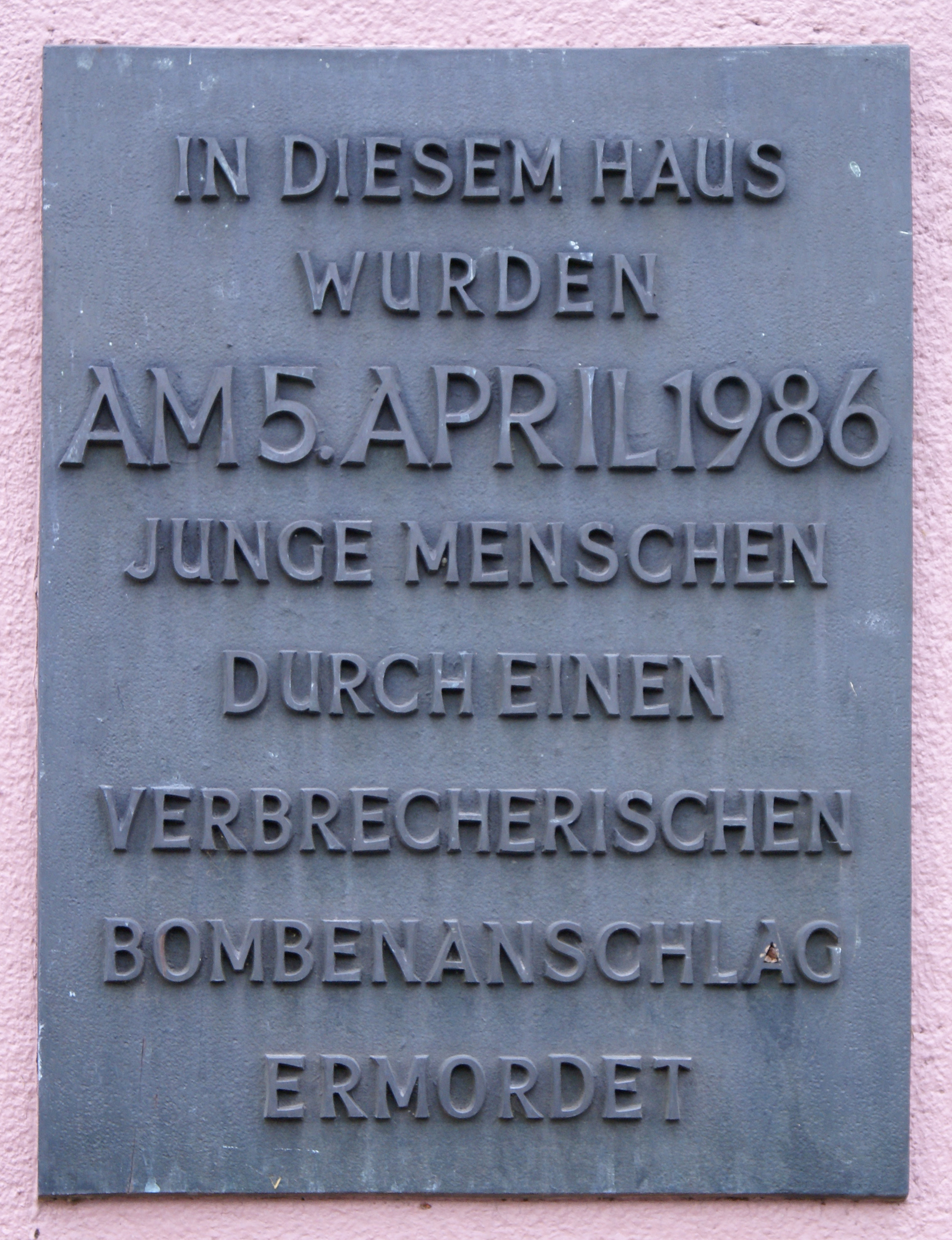
Placa conmemorativa del atentado. "El 5 de abril de 1986, los jóvenes fueron asesinados dentro de este edificio por un atentado criminal".

El juez Peter Marhofer, dijo que no estaba claro si Gaddafi o la inteligencia de Libia habían ordenado realmente el ataque, aunque hubo indicios de que sí lo habían hecho. Dos semanas antes del bombardeo, Gaddafi llamó a los árabes a atacar los intereses estadounidenses en todo el mundo después de un choque naval entre Estados Unidos y Libia en el Mediterráneo, en el que 35 marineros en un bote patrullero libio en el golfo de Sidra murieron en aguas internacionales reclamadas por el gobierno libio.
Chreidi fue finalmente extraditado de Líbano a Alemania en relación con el atentado. Había estado trabajando para la Oficina de los Pueblos de Libia en Berlín Oriental en el momento del bombardeo. Se dijo que Chreidi tenía conexiones con el terrorista palestino Abu Nidal, quien vivía en Trípoli y fue financiado por Libia en la década de 1980. Se informó que Eter era el hombre clave de la agencia de espionaje libia en la embajada en Berlín Oriental.

## Compensaciones
El 17 de agosto de 2003, los periódicos informaron que Libia había hecho una señal al gobierno alemán de que estaba lista para negociar una compensación por el atentado con abogados para las víctimas no estadounidenses. Un año después, el 10 de agosto de 2004, Libia llegó a un acuerdo para pagar una indemnización total de 35 millones de dólares.
En octubre de 2008, Libia pagó 1500 millones de dólares en un fondo para compensar a los familiares de: las víctimas del ataque en Lockerbie con el restante 20% de la suma acordada en 2003, las víctimas estadounidenses del atentado a la discoteca La Belle, las víctimas estadounidenses del ataque al vuelo 772 de UTA y las víctimas libias del bombardeo estadounidense de Trípoli y Bengasi en 1986.